# Банк Алжира
Банк Алжира (араб. بنك الجزائر ‎, фр. Banque d'Algerie) — центральный банк Алжира.

## История
13 декабря 1962 года решением Конституционной ассамблеи создан Центральный банк Алжира. 14 апреля 1990 года банк переименован в Банк Алжира.